# Бушміт

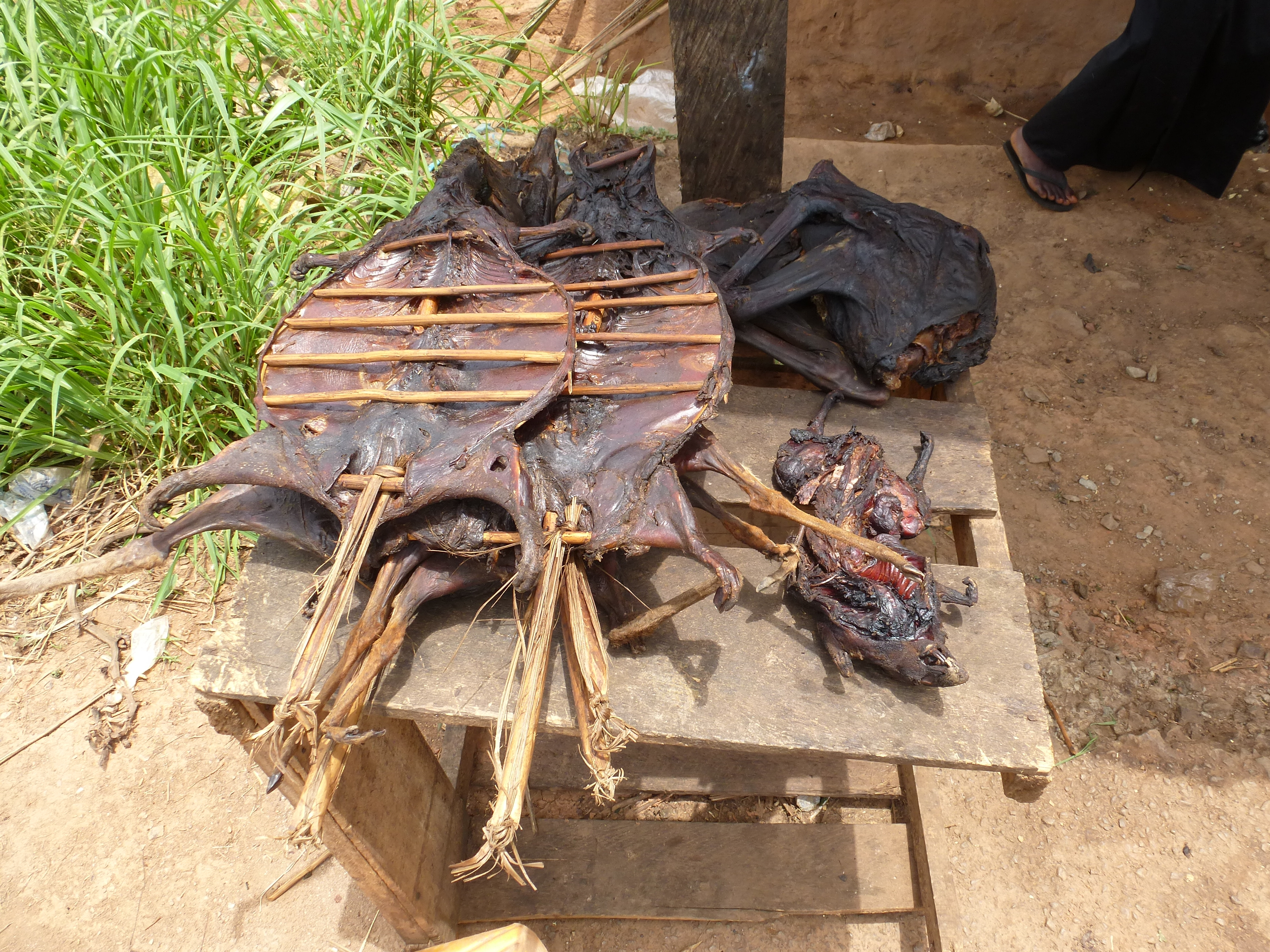
Бушміт на ринку в Гані. М'ясо диких тварин часто коптиться або в'ялиться

Бушміт (Bushmeat) — м'ясо з диких видів тварин, поширене в країнах Африки, частково Азії та Латинської Америки. Бушміт є основним джерелом тваринного білку для жителів тропічних лісів, особливо для бідних людей з сільської місцевості.
Полювання на диких тварин заради м'яса є значною загрозою біорізноманіттю. Станом на 2016 рік 301 вид ссавців знаходився під загрозою зникнення, особливо в нерозвинених країнах.
Бушміт також є небезпечним джерелом передачі зоонозних вірусів, таких як вірус Ебола та ВІЛ.

## Вплив на природу

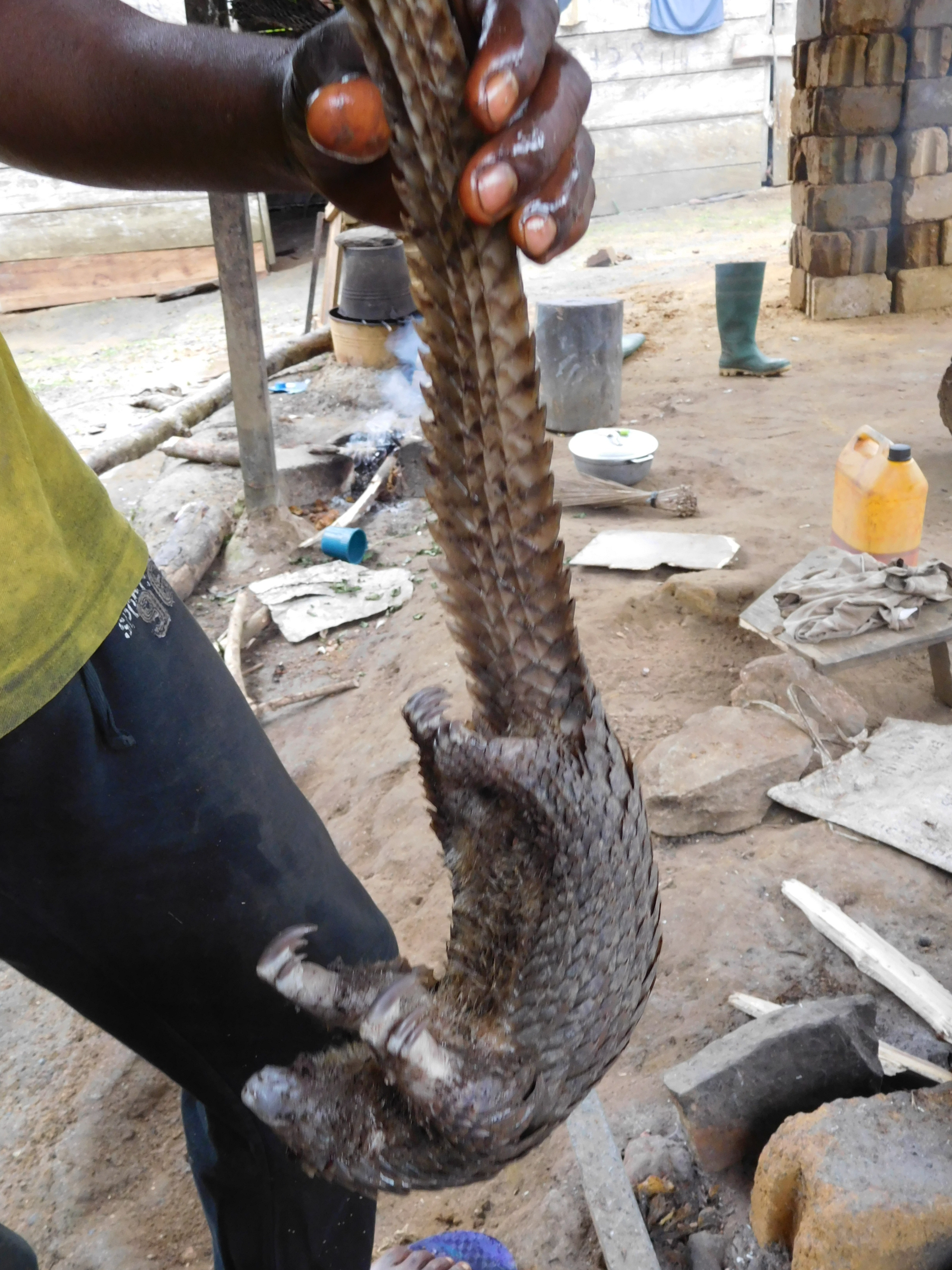
Панголін в Камеруні

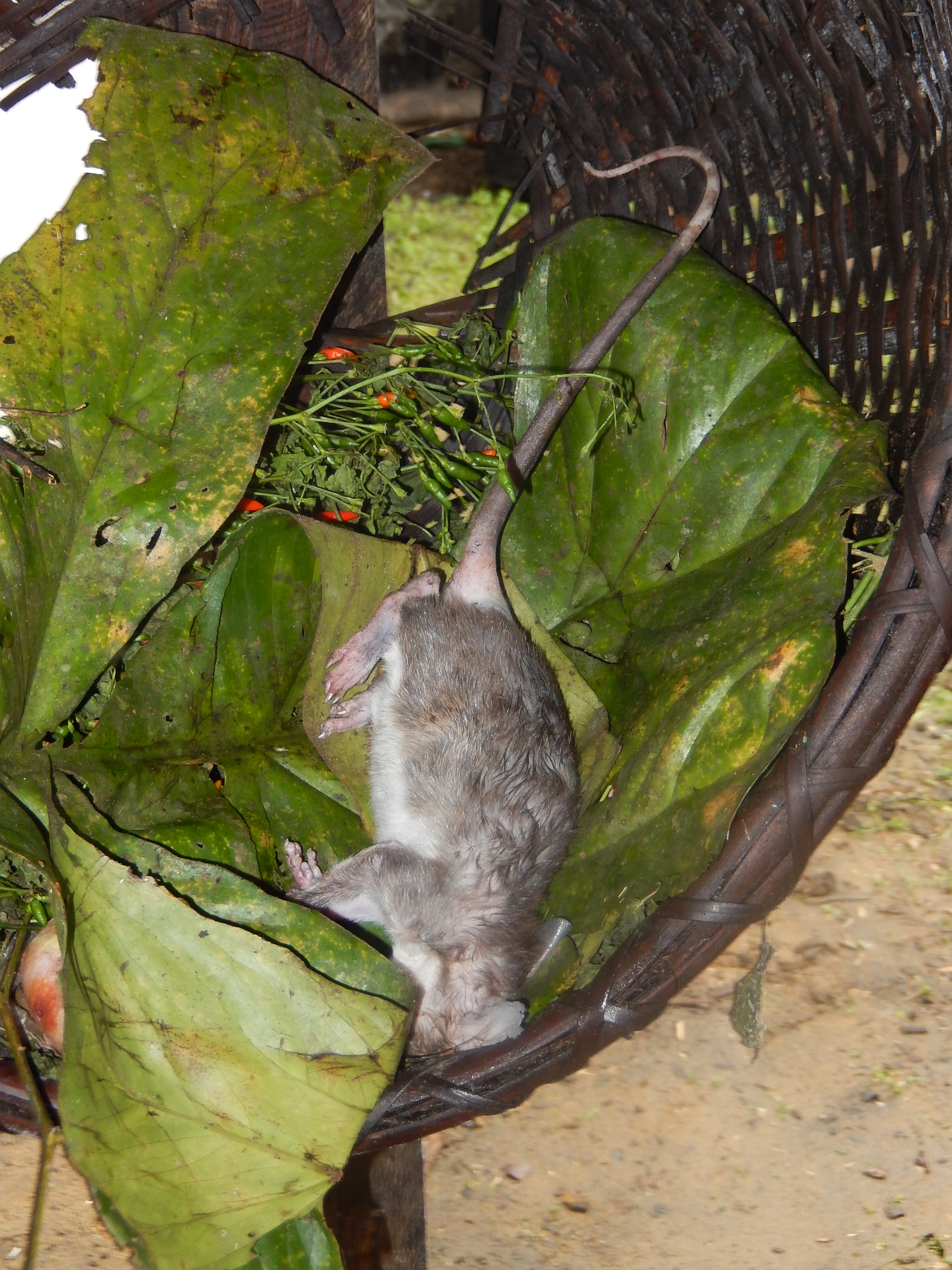
Гамбійський хом'якощур в Камеруні

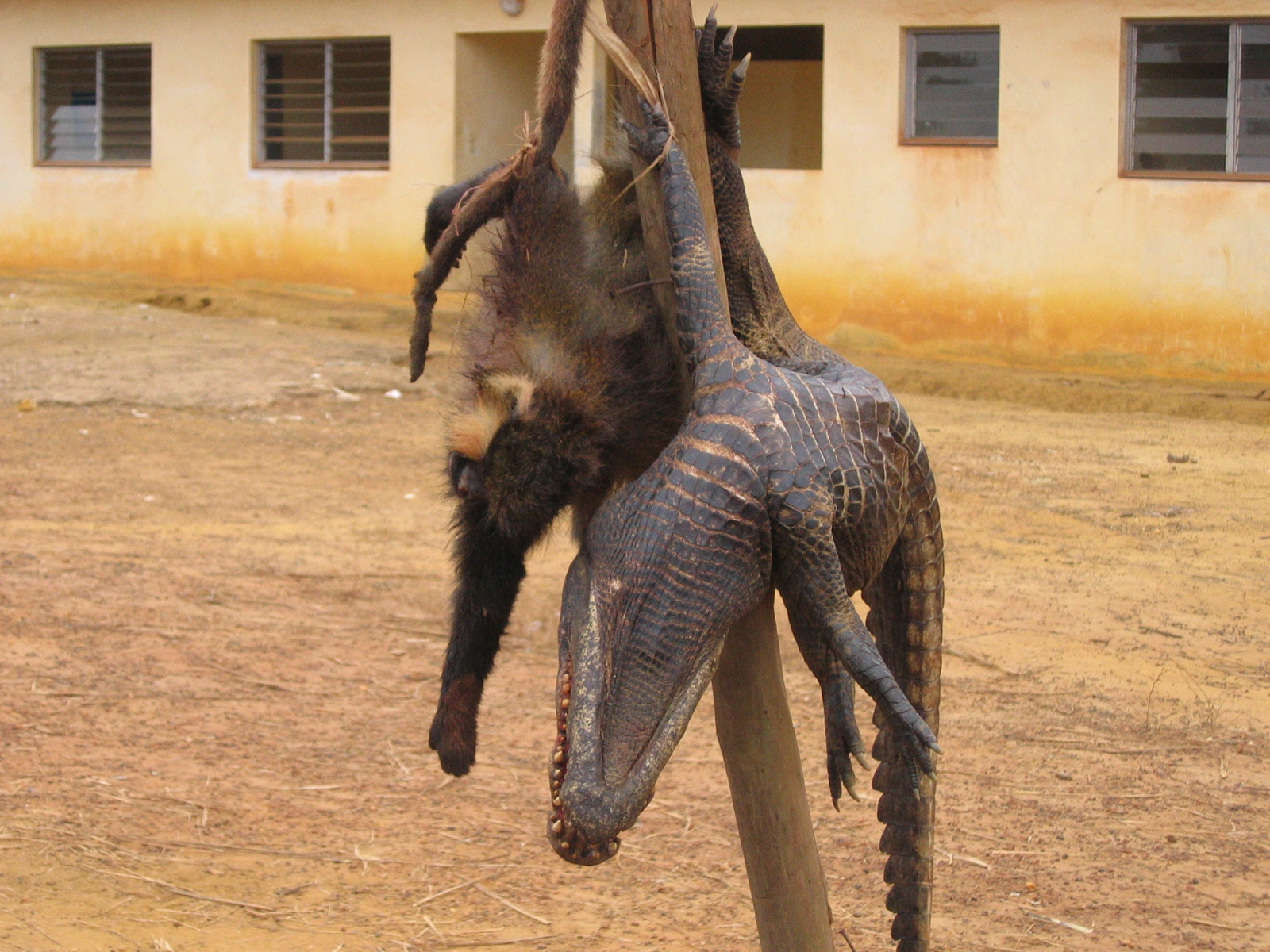
Бушміт в Габоні

Полювання на дичину важливе для забезпечення життєдіяльності бідних людей і м'ясо є важливим джерелом тваринного білку. Однак, на відміну від традиційного полювання мисливців-збирачів, що проводиться на великих територіях на власні потреби, масштаби полювання на бушміт загрожують виживанню цілих видів. особливо великих тварин, що повільно розмножуються.
Об'єми торгівлі бушмітом в Західній та Центральній Африці на рубежі 21 століття оцінюються в 1-5 мільйонів тонн. В 2002 році було підраховано, що 24 види тварин з вагою більше 10 кг продукують 177.7 кг/км² в басейні річки Конго, а види з вагою легше 10 кг- 35,4 кг/км². Отже, в басейні річки Конго щорічно продукується 2 200 000 тонн бушміту(від 12 937,737 тонн в Екваторіальній Гвінеї, до 1 665 972,491 тонн в ДР Конго.
Об'єми полювання в лісах Амазонки набагато нижчі: 3,6 кг/км² для видів, легших за 10 кг, і 0,6 кг/км² для більших тварин.
Станом на 2016 рік 301 вид ссавців знаходився під загрозою зникнення, включаючи 165 видів приматів, 65 копитних, 27 рукокрилих, 26 сумчастих, 21 гризунів 12 хижаків і всі Панголінові.
В 2009 році на ринку бушміту в Ліберії біля річки Кавалли продавалися свіжі та копчені види приматів, такі як Шимпанзе звичайний (Pan troglodytes), Мавпа Діани (Cercopithecus diana), Мавпа білоноса (C. nictitans), Мавпа мала білоноса (C. petaurista), Мавпа Кемпбела (C. campbelli), Мангабі сажевий (Cercocebus atys), Колобус королівський (Colobus polykomos), Проколобус оливковий (Procolobus verus), Проколобус західний (P. badius). Різні види дуїкерів складали понад половину з представлених на ринку 723 тварин.
В 2012 була досліджена торгівля бушмітом в трьох селах Кот-д'Івуару. Протягом шести місяців в дев'яти ресторанах продавався бушміт з 376 видів ссавців та 9 видів рептилій. В тому числі були представлені такі види. як Osteolaemus tetraspis, Бушбок (Tragelaphus scriptus), Дуїкер Максвелла (Philantomba maxwellii), Cephalophus dorsalis, Мавпа Кемпбела, Мавпа мала білоноса, Потто (Perodicticus potto), Панґолін білочеревий (Phataginus tricuspis), Панґолін довгохвостий (P. tetradactyla), Їжатка африканська (Atherurus africanus), Гамбійський хом'якощур (Cricetomys gambianus), Щетинець великий (Thryonomys swinderianus), Ксерус смугастий (Xerus erythropus) та Західний деревний даман (Dendrohyrax dorsalis).
Близько 128 400 пальмових криланів (Eidolon helvum) кожного року продавались як бушміт в чотирьох містах на півдні Гани(за дослідженням 211 року).
В 2006 році було підраховано, що біля 1 437 458 тварин вбивалося кожного року в нігерійській та камерунській частинах лісу Крос-Санага-Біоко, включно з 43,880 Cricetomys emini, 41,800 білочеревими панголінами, 39,700 білоносими мавпами, 22,500 мавпами мона (Cercopithecus mona), 3,500 рудовухими мавпами (C. erythrotis), 20,300 дрілами (Mandrillus leucophaeus), 15,300 африканськими циветами (Civettictis civetta), 11,900 звичайними кузіманза (Crossarchus obscurus), більш ніж нандіній (Nandinia binotata), 26,760 нільськими варанами (Varanus niloticus) та 410 лісовими слонами (Loxodonta cyclotis).
Між 1983 та 2002 роками, Габонська популяція західних горил (Gorilla gorilla) та звичайних шимпанзе (Pan troglodytes) зменшилась на 56 %. це було викликано, в першу чергу, промисловим полюваням, чому сприяло розширення інфраструктури для ведення лісозаготівлі. Мангуста болотяна (Atilax paludinosus) і мангуста довгоноса (Herpestes naso)- найчисельніші маленькі хижаки, що продаються на ринках бушміту по всій країні.
Наприкінці дев'яностих років 20-го століття, свіжі та копчені тушки бонобо (Pan paniscus) спостерігались на ринках Басанкусу Екваторіальної провінції в басейні Конго.
Основними видами, впольовані на бушміт в танзанійських регіонах Катаві іРуква є імпала (Aepyceros melampus), сірий дуїкер (Sylvicapra grimmia), бородавочник африканський (Phacocherus africanus), буйвіл африканський (Syncerus caffer), бушбок, китицевуха свиня (Potamochoerus porcus) і зебра бурчеллова (Equus quagga).

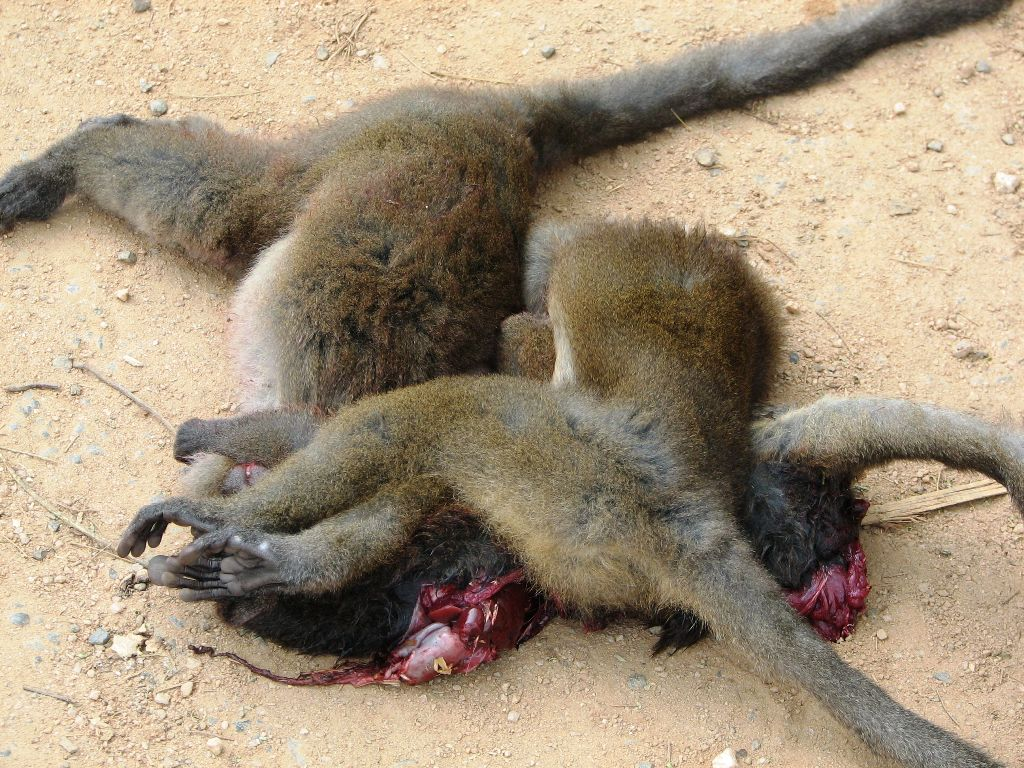
Лемури вбиті на бушміт

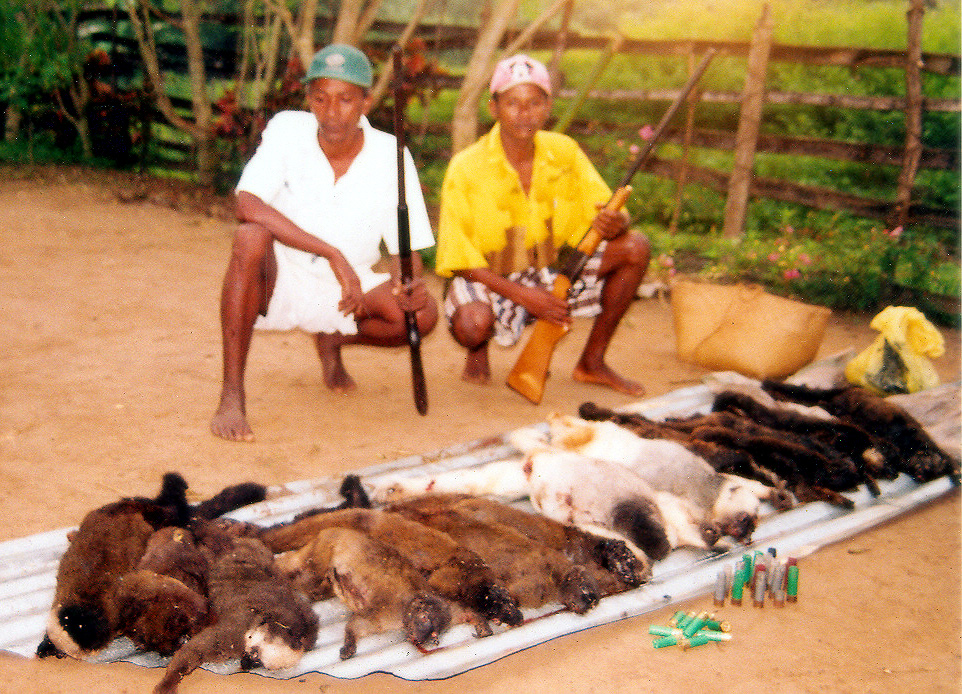
Торгівля бушмітом на Мадагаскарі

Дослідження, проведені в сільській місцевості південно-західного Мадагаскару показали, що основою здобиччю мисливців на бушміт були Чагарникова свиня (Potamochoerus larvatus), Лемур котячий (Lemur catta), Сіфака Верро (Propithecus verreauxi), Лепілемур Хаббарда (Lepilemur hubbardorum), Товстохвостий лемур (Cheirogaleus medius), Тенрек безхвостий (Tenrec ecaudatus), Мишачий мікроцебус (Microcebus murinus), Microcebus griseorufus, Мадагаскарський крилан (Eidolon dupreanum) та Крилан рудий (Pteropus rufus).

## Роль в поширені хвороб

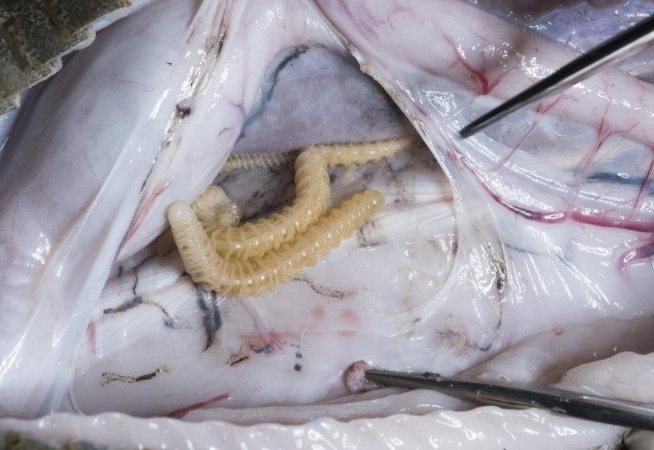
Заражена пентастомою гадюка-носоріг на ринку бушміта

початково тваринного походження можуть бути такі хвороби, як туберкульоз, проказа, холера, віспа, кір, грип і сифіліс. Виникнення ВІЛ, СНІД, Ебола і хвороби Кройцфельда — Якоба согодні пов'язують з тваринами.
Funisciurus anerythrus і Heliosciurus rufobrachium були ідентифіковані як резервуари вірусу віспи мавп в ДР Конго в 1980-х роках.
Спалахи вірусу Ебола в басейні Конго та в Габоні в 1990-ті були пов'язані з обробленням і споживанням м'яса шимпанзе і бонобо. Сибірка може передаватися через споживання заражених копитних. Ризик захворіти хворобами, що передаються через кров, вище при обробці м'яса, ніж при транспортуванні, готуванні та споживанні.

## Регулювання
Пропозиції по обмеженню або забороні на полювання та продаж бушміту включають:
- розширення доступу споживачів до дешевих та надійних джерел тваринного білку, такі як куряче м'ясо, вирощування малої рогатої худоби і рибництво;
- передача прав і контролю над дикою природою місцевим громадам;
- посилення управління природоохоронними територіями та забезпечення виконання природоохоронних законів.